# الرفائيون
قبائل الرفائيون هم شعب كنعاني ذكر بالكتاب المقدس والعهد القديم، سكنوا فلسطين وجنوب سوريا.

## نبذة
رفائي قيل هي كلمة كنعانية تعني «ظلال الموتى» أو «ارواح الراحلون»، وهي قبائل روحانية سكنت شمال كنعان امتدادا من درعا وسهول حوران حتى شمال وشرق فلسطين وقد اعتبروا ذوي قربى كبيره مع العناقيون وكذلك الزمزميون الذين قطنوا عمق كنعان اذ كان جميعهم يتبعون لفئة الرفائيين العمالقة على ما جاء بنص الكتاب المقدس وقد كانت الفلاحة والصيد مصدر العيش الاساسي للرفائيون.
اعتبر الرفائيون العدو الدود لقبائل كنعان الجنوبية فتاريخهم وسجلهم حافل بالاضترابات والحروب وخصوصا مع الادوميون التي تفرعت منهم قبائل بني إسرائيل والذين سكنو بادية كنعان الجنوبيه، وهذه العداوة استمرة إلى حين حدوث معركة افس دميم الشهيره حيث تواجه داوود بن يسى مع جالوت الجبار، ولم يصل الامر إلى هنا وحسب بل امتد شمالا حيث مملكة دمشق الارامية وملكها حزائيل والذي كان يرى الرفائيون على انهم  قبائل متمرده تسبب لارام مصادر ازعاج ولا تكن الولاء لها حيث اتهمت ارام الرفائيون بقطع طرق التجارة التي كانت تمر جنوبا من باشان وحوران والمتجهه من وإلى المملكة الارامية ونهب قرى غلاف دمشق الجنوبيه واثارت الفوضى هناك، فشنت الجيوش الارامية حملة عسكريه محدوده لتطهير غلاف دمشق من بقايا الرفائيون التي كانت بالمنطقة وبمساعدة الايميون الذين اجتاحو جنوب حوران من جهة الاردن اذ تم حصر الرفاءيون في درعا والتي كانت تسمى اذرعي، كذلك استغلت قبائل الجرجاشيون الذين كانو يسيطرون على شمال فلسطين والساحل الشمالي لفلسطين التوتر بين الرفائيون والاراميون من جهه والايميون من جهه أخرى وغزو مدينتي سوالم ومجيدو في السامره وانتزعوها من يد الرفائيون وعليه فان مساحة نفوذ الرفائيون انحسرت بين درعا وشمال شرق فلسطين.
كانت مناطق الجرجاشيون والرفائيون ملاصقة لبعض كانو عباره عن دويلات متنازعة على مساحات النفوذ قبل ان يجمعهم حلف الهكسوس الذي ضم شعوب أخرى من مناطق الشام كالمؤابيون والعمونيون والايميون والسينيون والذي منه احتلوا مملكة مصر.

### ملكارت الرفائي واسطورة كنعان
قاتل تنين البحر، ملكارت أو ملكرت Melqart (ملك ارت) تعني ملك المدينة وهو اسطوره من اساطير كنعان وكان أحد الالهة عند الفينيقيون والكنعانيون على حد سواء قد جاء في نص المؤرخ الاغريقي هيرودوت ان عبادته ظهرت ما بين سنة 1200 إلى 1600 قبل الميلاد وقد ذاع صيته حتى مناطق الحثيون شمالا وصولا إلى قرطاج جنوبا وكان أحد الهة البركة والهة الزرع والمطر.

### الاغتسال والطهارة
كانت عادة الاغتسال اليومي عند الرفائيون واجبه وخاصة بعد الحروب، اعتقادا انها تنقي الروح من الذنوب.

### النسب
يعود نسبهم إلى رافا الجبار.

### أشهر ملوكهم
أشهر ملوكهم هو عوج ملك باشان وقد كان طول سريره حوالي خمسة أمتار وعرضه أربعة أدرع حسب التناخ.

### الاعياد
اعياد ملكارت واعياد ياشمون